# Moncy
Moncy est une commune française, située dans le département de l'Orne en région Normandie, peuplée de 265 habitants.

## Géographie
La commune est aux confins du Bocage virois et du Bocage flérien. Son bourg est à 4 km au sud de Vassy, à 9 km au nord-est de Tinchebray, à 13 km à l'ouest de Condé-sur-Noireau, à 14 km au nord-ouest de Flers et à 16 km à l'est de Vire.
Le territoire est traversé par la route départementale no 54 qui traverse le bourg — situé au sud-ouest du territoire — et rejoint Vassy au nord et Montsecret au sud. La D 18 traverse le centre du territoire, reliant Vassy au nord à Saint-Pierre-d'Entremont au sud. Au nord-ouest, se greffant sur la D 54, la D 813 permet de joindre Vassy à Rully à l'ouest. Ce bourg voisin est relié au bourg de Moncy par la D 309 calvadosienne qui devient voie communale pour son bref parcours dans l'Orne. Les accès les plus communs sont par Vassy au nord, Tinchebray au sud-ouest ou Flers au sud-est.
Moncy est dans le bassin de l'Orne, par deux de ses sous-affluents. Le Gourguesson et ses premiers petits affluents collectent les eaux d'une grande moitié sud du territoire dont le bourg, tandis que le nord est drainé par des affluents du Tortillon, dont le ruisseau la Poterie. Le Gourguesson rejoint le Tortillon quelques kilomètres après sa sortie de la commune, ce dernier confluant avec la Druance, elle-même affluent du Noireau.
Le point culminant est estimé par l'Institut national de l'information géographique et forestière à 212 m. La cote de 210 m est en fait atteinte en plusieurs points des limites sud et nord-ouest. Le point le plus bas (133 m) correspond à la sortie du Gourguesson du territoire, au nord-est. La commune est bocagère.
| Valdallière (comm. dél. de Vassy, Calvados) | Valdallière (comm. dél. de Vassy, Calvados)                                      | Valdallière (comm. dél. de Vassy, Calvados)                           |
| Valdallière (comm. dél. de Rully, Calvados) | Moncy                                                                            | Condé-en-Normandie (comm. dél. de Saint-Germain-du-Crioult, Calvados) |
| Valdallière (comm. dél. de Rully, Calvados) | Montsecret-Clairefougère (comm. dél. de Clairefougère), Saint-Pierre-d'Entremont | Caligny (par un angle), Saint-Pierre-d'Entremont                      |

### Hydrographie
La commune est située dans le bassin Seine-Normandie. Elle est drainée par le Gourguesson, la Poterie, le fossé 01 de la Basse Moissonnière, le fossé 01 de la Vionière et le fossé 01 du Gourguesson,,.

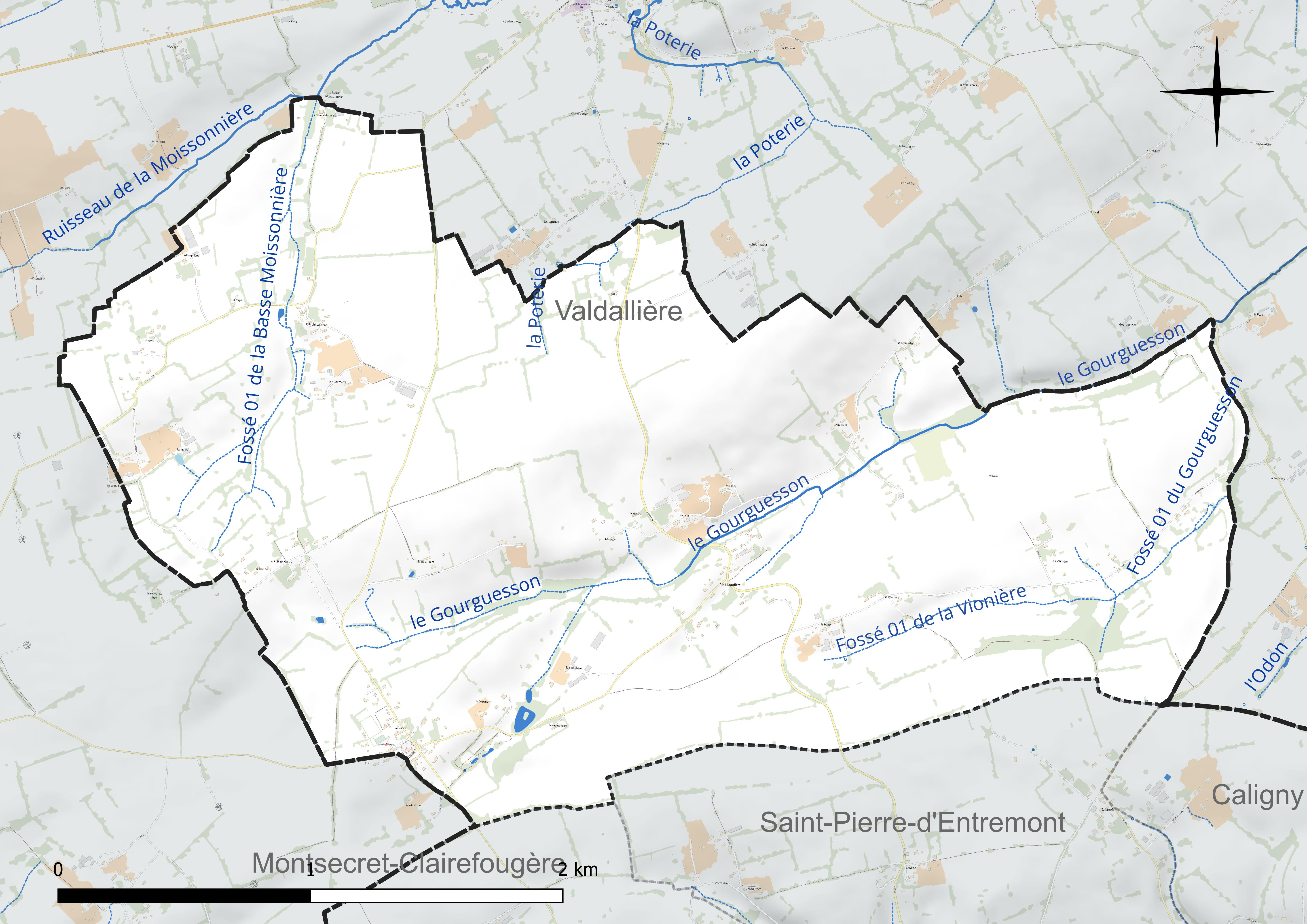
Réseau hydrographique de Moncy.

### Climat
Pour des articles plus généraux, voir Climat de la Normandie et Climat de l'Orne.
En 2010, le climat de la commune est de type climat océanique franc, selon une étude du CNRS s'appuyant sur une série de données couvrant la période 1971-2000. En 2020, Météo-France publie une typologie des climats de la France métropolitaine dans laquelle la commune est exposée à un climat océanique et est dans la région climatique Normandie (Cotentin, Orne), caractérisée par une pluviométrie relativement élevée (850 mm/a) et un été frais (15,5 °C) et venté. Parallèlement le GIEC normand, un groupe régional d’experts sur le climat, différencie quant à lui, dans une étude de 2020, trois grands types de climats pour la région Normandie, nuancés à une échelle plus fine par les facteurs géographiques locaux. La commune est, selon ce zonage, exposée à un « climat contrasté des collines », correspondant au Bocage normand, bien arrosé, voire très arrosé sur les reliefs les plus exposés au flux d’ouest, et frais en raison de l’altitude.
Pour la période 1971-2000, la température annuelle moyenne est de 10,4 °C, avec une amplitude thermique annuelle de 13 °C. Le cumul annuel moyen de précipitations est de 953 mm, avec 14,2 jours de précipitations en janvier et 8,5 jours en juillet. Pour la période 1991-2020, la température moyenne annuelle observée sur la station météorologique la plus proche, située sur la commune de Terres de Druance à 10 km à vol d'oiseau, est de 11,1 °C et le cumul annuel moyen de précipitations est de 908,6 mm,. Pour l'avenir, les paramètres climatiques de la commune estimés pour 2050 selon différents scénarios d’émission de gaz à effet de serre sont consultables sur un site dédié publié par Météo-France en novembre 2022.

## Urbanisme

### Typologie
Au 1er janvier 2024, Moncy est catégorisée commune rurale à habitat très dispersé, selon la nouvelle grille communale de densité à sept niveaux définie par l'Insee en 2022.
Elle est située hors unité urbaine. Par ailleurs la commune fait partie de l'aire d'attraction de Condé-en-Normandie, dont elle est une commune de la couronne,. Cette aire, qui regroupe 7 communes, est catégorisée dans les aires de moins de 50 000 habitants,.

### Occupation des sols
L'occupation des sols de la commune, telle qu'elle ressort de la base de données européenne d’occupation biophysique des sols Corine Land Cover (CLC), est marquée par l'importance des territoires agricoles (100 % en 2018), une proportion identique à celle de 1990 (100 %). La répartition détaillée en 2018 est la suivante : 
prairies (54,6 %), terres arables (45,4 %). L'évolution de l’occupation des sols de la commune et de ses infrastructures peut être observée sur les différentes représentations cartographiques du territoire : la carte de Cassini (XVIIIe siècle), la carte d'état-major (1820-1866) et les cartes ou photos aériennes de l'IGN pour la période actuelle (1950 à aujourd'hui).

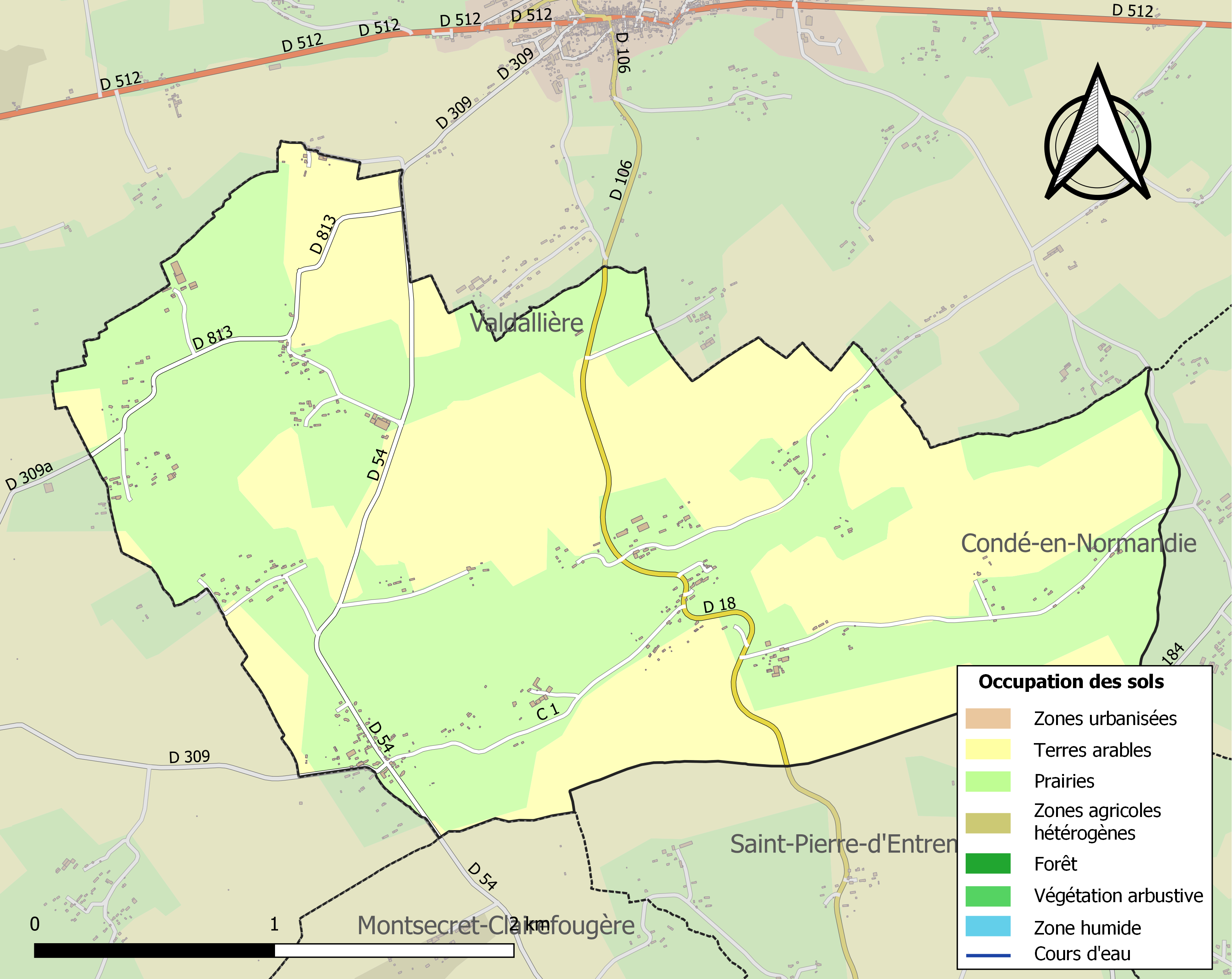
Carte des infrastructures et de l'occupation des sols de la commune en 2018 (CLC).

## Toponymie
Le nom de la localité est attesté sous les formes Monly en 1793, Moncy en 1801.
Le toponyme est issu de l'anthroponyme latin ou roman Moncius.
Le gentilé est Moncéen.

## Politique et administration
| Période                                  | Période  | Identité          | Étiquette | Qualité            |
| ---------------------------------------- | -------- | ----------------- | --------- | ------------------ |
| 1977                                     | mai 2020 | Daniel Hatteville | SE        | Agriculteur        |
| mai 2020                                 | En cours | Bruno Devère      | SE        | Menuisier ébéniste |
| Les données manquantes sont à compléter. |          |                   |           |                    |

Le conseil municipal est composé de onze membres dont le maire et deux adjoints.

## Démographie
L'évolution du nombre d'habitants est connue à travers les recensements de la population effectués dans la commune depuis 1793. Pour les communes de moins de 10 000 habitants, une enquête de recensement portant sur toute la population est réalisée tous les cinq ans, les populations de référence des années intermédiaires étant quant à elles estimées par interpolation ou extrapolation. Pour la commune, le premier recensement exhaustif entrant dans le cadre du nouveau dispositif a été réalisé en 2004.
En 2022, la commune comptait 265 habitants, en évolution de +6,43 % par rapport à 2016 (Orne : −3,21 %, France hors Mayotte : +2,11 %).
Moncy a compté jusqu'à 793 habitants en 1806.
| 1793 | 1800 | 1806 | 1821 | 1831 | 1836 | 1841 | 1846 | 1851 |
| ---- | ---- | ---- | ---- | ---- | ---- | ---- | ---- | ---- |
| 769  | 773  | 793  | 703  | 702  | 648  | 636  | 659  | 670  |

| 1856 | 1861 | 1866 | 1872 | 1876 | 1881 | 1886 | 1891 | 1896 |
| ---- | ---- | ---- | ---- | ---- | ---- | ---- | ---- | ---- |
| 665  | 656  | 608  | 561  | 540  | 499  | 479  | 437  | 416  |

| 1901 | 1906 | 1911 | 1921 | 1926 | 1931 | 1936 | 1946 | 1954 |
| ---- | ---- | ---- | ---- | ---- | ---- | ---- | ---- | ---- |
| 410  | 400  | 388  | 290  | 328  | 309  | 281  | 291  | 273  |

| 1962 | 1968 | 1975 | 1982 | 1990 | 1999 | 2004 | 2006 | 2009 |
| ---- | ---- | ---- | ---- | ---- | ---- | ---- | ---- | ---- |
| 237  | 225  | 184  | 192  | 183  | 231  | 220  | 220  | 244  |

| 2014 | 2019 | 2022 | - | - | - | - | - | - |
| ---- | ---- | ---- | - | - | - | - | - | - |
| 248  | 255  | 265  | - | - | - | - | - | - |

## Lieux et monuments

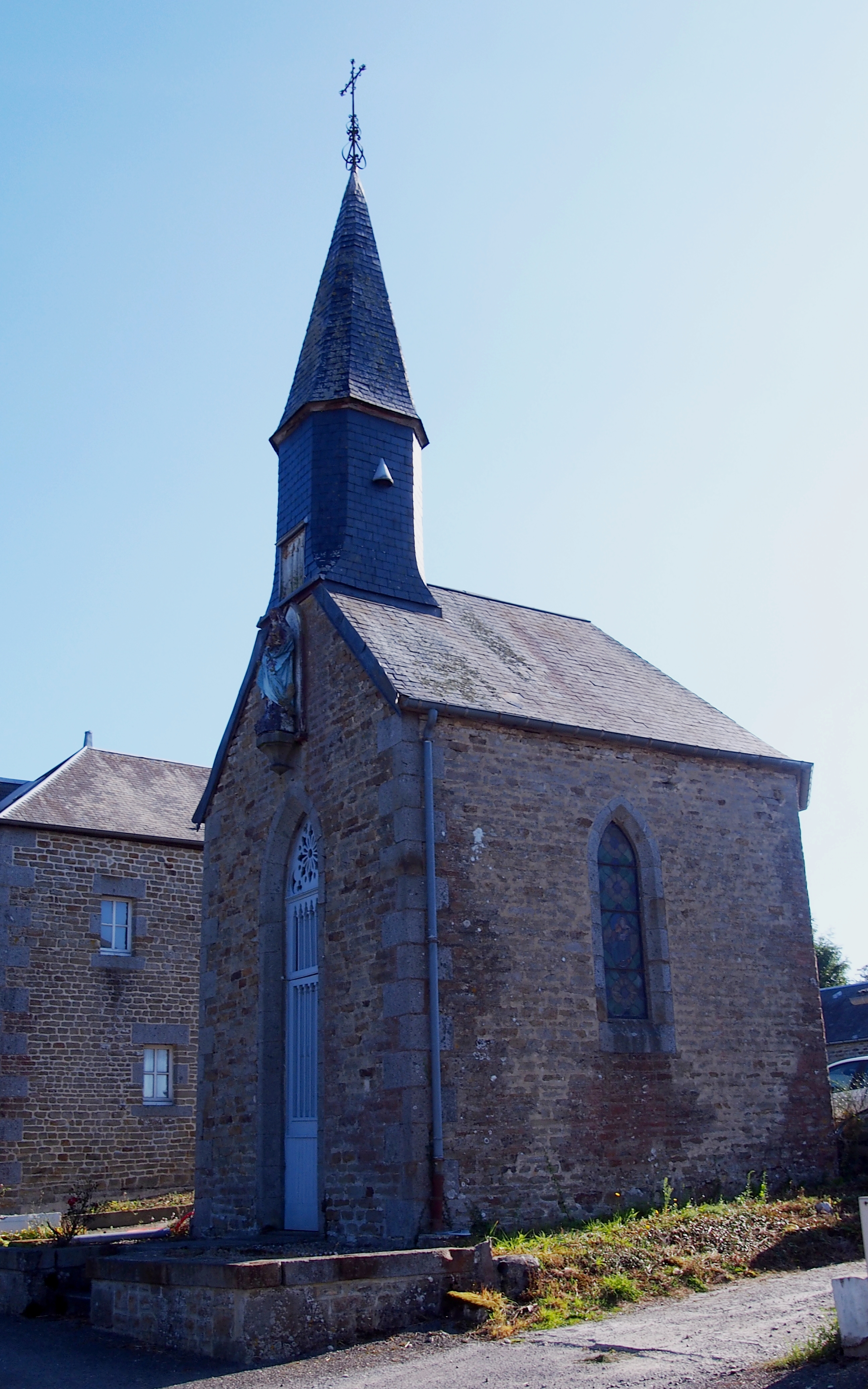
La chapelle Notre-Dame-de-la-Salette.

- Église Notre-Dame-de-la-Nativité (XIXe siècle).
- Chapelle Notre-Dame-de-la-Salette (XIXe siècle).